# Follow Me Home (Sugababes)
Follow Me Home is de vierde single van het succesvolle album Taller In More Ways van de Sugababes. De single is uitgebracht op 5 juni 2006 in Groot-Brittannië. In Nederland werd de single niet uitgebracht, aangezien de single in Groot-Brittannië nagenoeg flopte. De video voor het nummer werd half april 2006 opgenomen in Praag.

## Videoclip
De videoclip voor "Follow Me Home" is opgenomen in Praag, Tsjechië, en werd uitgebracht op 30 april 2006. De video speelt zich af in Warschau, Polen, tijdens de Koude Oorlog. De video is bewust geen traditionele video voor een ballad, om zo een andere kant van het lied te laten zien. Er is een verhaallijn in de video, maar de clip straalt een sombere sfeer uit die past bij de droefheid van het lied. Het hotel waar de clip zich deels afspeelt is indertijd speciaal gebouwd voor de communistische leiders uit die tijd.

## Tracklist
De single is in twee formaten uitgebracht. In Nederland is "Follow Me Home" nooit uitgebracht, ook niet als download.
VK cd-single 1
1. "Follow Me Home" - 3:58
2. "Living for the Weekend" [Live at Radio 1 - 3:24

VK cd-single 2
1. "Follow Me Home" [Radio Edit] - 3:23
2. "Red Dress" [Kardinal Beats Remix] - 3:50
3. "Follow Me Home" [Soul Seekerz Vocal Mix] - 6:55
4. "Follow Me Home" [Video]

## Hitlijsten
"Follow Me Home" kwam slechts tot een 32ste plaats in de Britse singlelijst en is daarmee de slechtst scorende single van de Sugababes tot dusver. Tot dusver zijn er 14.000 exemplaren van de single verkocht. Daarmee is het ook de op een na slechtst verkopende single van de Sugababes.
Door het uitblijven van succes werd de single niet uitgebracht in Nederland en andere Europese landen. In enkele Aziatische landen zoals Indonesië en de Filipijnen bereikte het de onderste regionen van de officiële top 100-hitlijsten in die landen. De single werd daar enkel als download uitgebracht.